# الكسندر بروف
الكسندر بروف هو سياسي أمريكي، ولد في 25 يناير 1863، وتوفي في 27 فبراير 1940 بسبب ذات الرئة. نشط حزبياً في الحزب الجمهوري. وقد انتخب عضو جمعية ولاية نيويورك ‏ وانتخب عضو مجلس ولاية نيويورك ‏.